# Рисові
Ри́сові (Oryzeae) — триба 12-13 родів і близько 70 видів рослин родини тонконогових.

## Поширення
Розповсюджені в тропічних і теплих помірних регіонах світу, зазвичай в болотистих районах.

## Ботанічний опис
Представники — однорічні або багаторічні рослини. Листові пластинки зазвичай лінійний, інколи еліптичної форми; лігули перетинкові. Суцвіття — мітелка, іноді з простим кетягоподібними первинними гілками; колосся можут бути як однаковими, так і з розделенням статей. Колосся з один суцвіттям, здебільшого стиснуті з боків, продовження осі над колоском вібсутнє; колоскова луска відсутня або зменшена до маленького розміру в основі квітки; нижня квіткова луска перетинкова або шкіроподібна, з 5-10 жилками, з або без прямої осі, верхня луска нагадує нижню, але вужча, містить 5-7 жилок. Лодикул 2. Тичинок зазвичай 6 (1 в Chikusichloa). Плід зернівка, від лінійної до овальної форми.

## Зовнішні писилання
- www.eFloras.org: Oryzeae [Архівовано 19 липня 2011 у Wayback Machine.]

|  | Це незавершена стаття про злакові. Ви можете допомогти проєкту, виправивши або дописавши її. |